# Івайло
Івайло (Лахана, Кордокувас, Брдоква — в перекладі капуста або кисла капуста) — болгарський народний герой. У 1278–1279 роках короткочасно правив Болгарією. Івайло походив з незнатного роду та був своєрідним болгарським чоловічим аналогом Жанни д'Арк. Його ім'я було дуже популярним і збирало тисячі селян.

## Походження
Щодо ідентифікації особи Івайла серед істориків немає єдиної точки зору. Вперше царя Івайла з Івайлом Брдоквою ідентифікував чеський вчений Кароль Іречек, спираючись на цей текст
|  | В Ім’я Отця і Сина і святого Духа. Я, раб божий Костянтин четець, наречений Войсіл граматик, написав цю книгу як пресвітер Георгій, наречений піп Радослав в місті Свирліг в дні царя Івайла і при єпископі Ніша Никодимі в рік 6787 (1278-1279) індикту 7, Оригінальний текст (болг.) В името Отца и Сина и Светия Дух. Аз раб Божи Константин четец , наричан Войсил граматик написах тази книга аз презвитер Георги, наричан поп Радослав в град Свърлиг в дните на цар Ивайло и при епископе Ниша вски Никодим в годината 6787 индикт 7, |

З візантійських авторів Івайла згадують Гергій Пахімер та Никифор Григора.

## Болгарія передповстанням Івайла
У 1270-их роках Болгарія перебувала в катастрофічному становищі. Постійні татарські набіги нівечили країну, цар Костянтин I Асен виявився неспроможним захистити ані свою державу, ані підданих від цієї загрози.
Правителі областей проявляли сепаратистські ідеї. 1273 року управитель Відіна руський князь Яків Святославович проголосив себе царем Болгарії. Однак згодом його було отруєно. Боротьба за владу захлеснула болгарський політикум.
Візантія також виявляла цікавість до Болгарії. Константинополь часто підкупав татар для нападів на Болгарію. З 1273 року татарські напади стали щорічними, перетворюючи північно-східні області на пустелю.

## Початок повстання
Виходячи з розповідей візантійських авторів, Івайло походив з роду пастуха, жив скромно і бідно, пас свиней за невелику платню, харчувався ж лише хлібом та овочами, за що й отримав свої прізвиська. Всі ці небагаті відомості супроводжуються у візантійських часописах уїдливими коментарями. Візантійці писали про «варварську природу» і «жорстокість» Івайла, для них він — «людина негідна».
Івайло почав набувати популярності серед людей після того, як він почав розповідати своїм односельцям про сни і бачення, які передвіщали йому великі справи та усунення гніту над народом з боку боярства й навал загонів татар. Чутки щодо Івайла швидко поширились і стали популярними серед простих людей, а навколо Івайла почали збиратися сподвижники.
1277 року незадоволення царем вилилось у селянське повстання під керівництвом Івайла. Країну постійно нівечили грабежі монгольських загонів і в кількох битвах повстанцям удалось розбити загони монголів, що додало керівникові повстання популярності у всіх прошарках суспільства. За короткий термін Івайло встиг зробити те, чого ніяк не могли зробити урядові війська. Відряджені царем для придушення заколоту війська або розбігалися до зустрічі з противником, або переходили на бік Івайла. Наприкінці того ж року Костянтин особисто очолив армію, відбулася битва, в якій царські війська були розбиті, а сам цар Костянтин загинув. У результаті практично вся країна, окрім столиці, що контролювалась вдовою Костянтина Марією Палеолог, опинилася в руках повстанців.

## Правління
Того ж року Візантія вирішила скористатися смутою в Болгарії, посадивши на трон свого ставленика Івана Асена III, сина Міцо Асена. Нова загроза зближувала колишніх противників: в результаті домовленості 1278 року повстанці увійшли до столиці, Івайло одружився із вдовою Костянтина, ставши співправителем з її сином Михайлом. Івайлу довелося продовжувати війну на два фронти — проти візантійців і монголів. Підбурювані Візантією монголи напали, і новий цар, зібравши війська зумів у кількох битвах відкинути їх за Дунай. Тим часом на півдні почався масований наступ візантійців широким фронтом. Після декількох місяців битв Івайло остаточно розбив візантійців і зупинив візантійську загрозу. Проте бояри, ненавидячи і зневажаючи «селянського царя», у той самий час боялись його, ховаючи свій страх під улесливими посмішками. Івайло приймав цю гру, остерігаючись відкритої ворожнечі.
Потім на півночі Івайло знову був вимушений битись із монголами, що виявилися набагато сильнішим противником, ніж візантійці, та під їхнім натиском він був вимушений відступити за стіни міста Доростол. Оборона взятого в облогу Доростола продовжувалася три місяці. У Велико-Тирново поширилися чутки про загибель Івайла в обложеному місті, серед бояр виникла змова, в результаті якої Іван III, за підтримки візантійських військ, без бою увійшов до столиці. Марія та її син Михайло були взяті під варту та відправлені до Візантії.

## Втрата влади. Загибель
Після прориву облоги Доростола Івайло знову отримав свободу дій і, зібравши прибічників, напав на візантійців. Візантія відрядила армію для допомоги Івану III, поблизу міста Девня 17 липня 1279 року між військами Івайла та візантійською армією відбулася битва, в якій греки були розбиті, незважаючи на чисельну перевагу. Потім Івайло розбив другу армію, споряджену Візантією. Довідавшись про ці поразки союзників Іван III втік з Тирново, а бояри обрали царем знатного вельможу Георгія Тертера, одруженого з сестрою Івана Асена ІІ.
Проте постійні битви, хоч і переможні, не пройшли для Івайла марно. Його військо сильно порідшало, особливо якщо враховувати, що візантійські армії у декілька разів перевищували за кількістю його власну. При новому повороті подій у Тирново, розгубивши союзників, Івайло втік у Золоту Орду. Там він за одним столом сидів із заклятим ворогом царем Іваном Асеном III, який прийшов також просити допомоги, щоб повернути собі болгарський престол. Історики пишуть, що Ногай скрізь водив із собою екс-царів і вихвалявся, що у нього за столом одразу два чинних і законних претенденти на болгарський трон. За ханським столом випадково чи навмисне Івайло був убитий 1280 року.
1294 року у Фракії з'явився Лже-Івайло. Ім'я Івайло знову зібрало велику кількість людей, але доля й дії Лже-Івайла невідомі.

## Посмертна слава
Івайло вважається однією з найвидатніших особистостей в історії болгарського Середньовіччя. Ім'я Івайло приймали деякі вожді селянських повстань у Болгарії за часів османського гніту.
Особі Івайла присвячено декілька літературних творів. Видатний болгарський письменник Іван Вазов написав про «народного царя» історичну драму — «Івайло». Також Івайло став головним героєм однойменного роману Стояна Загорчинова.
На честь його названо місто Івайловград.